# Odnosi med Slovenijo in Moldavijo
Moldavsko-slovenski odnosi so dvostranski odnosi med državama Moldavijo in Slovenijo. Moldavija je priznala Republiko Slovenijo neznanega datuma. Diplomatski odnosi so bili vzpostavljeni 27. oktobra 1993. Obe državi sta med seboj zastopani preko svojih veleposlaništev v Budimpešti (Madžarska).

## Državni obiski
Aprila 2003 je Slovenijo obiskal moldavski predsednik Petru Lucinši.
Leta 2004 se je slovenski predsednik Janez Drnovšek srečal z moldavskim predsednikom Vladimirjem Voroninom in podprl Voroninovo pobudo za podpis Pakta stabilnosti in varnosti za Moldavijo.
Aprila 2007 je moldavski premier Vasile Tarlev obiskal slovenskega predsednika vlade Janeza Janšo. Oba sta se zavzela za tesnejše poslovne vezi med državama in podpisala memorandum o soglasju med gospodarskima ministrstvoma. Tarlev je Ljubljano obiskal v okviru četrtega moldavsko-slovenskega poslovnega foruma.
1. oktobra 2021 se je slovenski predsednik Borut Pahor mudil na uradnem obisku v Kišinjevu, kjer ga je gostila predsednica Maia Sandu.

## Sodelovanje
Slovenija je Moldaviji ponudila posebno pomoč pri njeni poti k vstopu v Evropsko unijo. Slovenski zunanji minister Dimitrij Rupel se je leta 2008 v Bruslju srečal z moldavskim predsednikom Voroninom in dejal, da bo morala Moldavija nadaljevati reforme, posebej boj proti korupciji, pomen izvajanja zakona o telekomunikacijah na način, ki zagotavlja pluralizem v medijih in človekove pravice.